# Truyền hình tại Turkmenistan
Truyền hình tại Turkmenistan  bắt đầu hoạt động hoạt động từ những năm 70 thế kỉ XX. Truyền hình đều chịu sự kiểm duyệt gắt gao của nhà nước, với sự kiểm soát toàn trị trên phương tiện truyền thông khiến Turkmenistan xếp vị trí cuối cùng trong bảng xếp hạng Chỉ số tự do báo chí toàn cầu.
Turkmenistan có 8 kênh truyền hình quốc gia bao gồm: Altyn Asyr, Yaşlyk, Miras, The Turkmenistan TV Channel, Türkmen Owazy, Ashgabat TV, Arkadag TV và Turkmenistan Sport. Tất cả 8 kênh đều chịu sự quản lý của Bộ Văn hóa và Phát thanh truyền hình Turkmenistan, trước khi được đưa vào dưới quyền tài phán của Ủy ban Quốc gia về Truyền hình, Phát thanh và Điện ảnh vào ngày 17 tháng 10 năm 2011.